# Чомски, Авива
Авива Чомски (англ. Aviva Chomsky; род. 20 апреля 1957, Бостон) — американский историк и активист. Доктор, профессор, преподает в Salem State University в Массачусетсе, координатор программы по изучению Латинской Америки. Прежде научный сотрудник Гарварда, где специализировалась по истории Карибского бассейна и Латинской Америки. Также состояла профессором Бэйтс-колледжа.
Старшая дочь лингвиста и политического активиста Ноама Чомски. Мать — Кэрол Хомская.
Большое влияние на всю ее последующую научную деятельность оказал год работы в профсоюзе United Farm Workers в 1976-77 годах. Тогда она заинтересовалась испанским языком, вопросами миграций, труда и социальных движений. С 1980-х годов активно участвует в акциях солидарности с Латинской Америкой и Палестиной.
Как характеризовал ее Jorge Majfud: «По-настоящему политически некорректная, вызывающая интеллектуальная фигура… Всемирно уважаемый ученый, представляющий сложную реальность фактов» («[A] real politically incorrect, intellectual challenger figure…a world-respected scholar who presents the complex reality of facts.»).
Автор десяти книг.
Ее книга West Indian Workers and the United Fruit Company in Costa Rica 1870—1940 удостоилась Best Book Prize (1997) от NECLAS. Также автор A History of the Cuban Revolution (Chichester: Wiley-Blackwell, 2011) {Рец.}. Публиковалась в The Nation и The Huffington Post. Другие книги:
- Central America’s Forgotten History: Revolution, Violence, and the Roots of Migration (Beacon Press, 2021)
- Is Science Enough? Forty Critical Questions about Climate Justice (Beacon Press, 2022)